# کورسیر
کورسیر (به انگلیسی: Corsair Memory) شرکت آمریکایی تولید قطعات کامپیوتر و لوازم جانبی می‌باشد که در ژانویهٔ ۱۹۹۴ در فریمونت کالیفرنیا تأسیس شد. محصولات این شرکت در آمریکا طراحی شده و در تایوان تولید می‌شوند. 

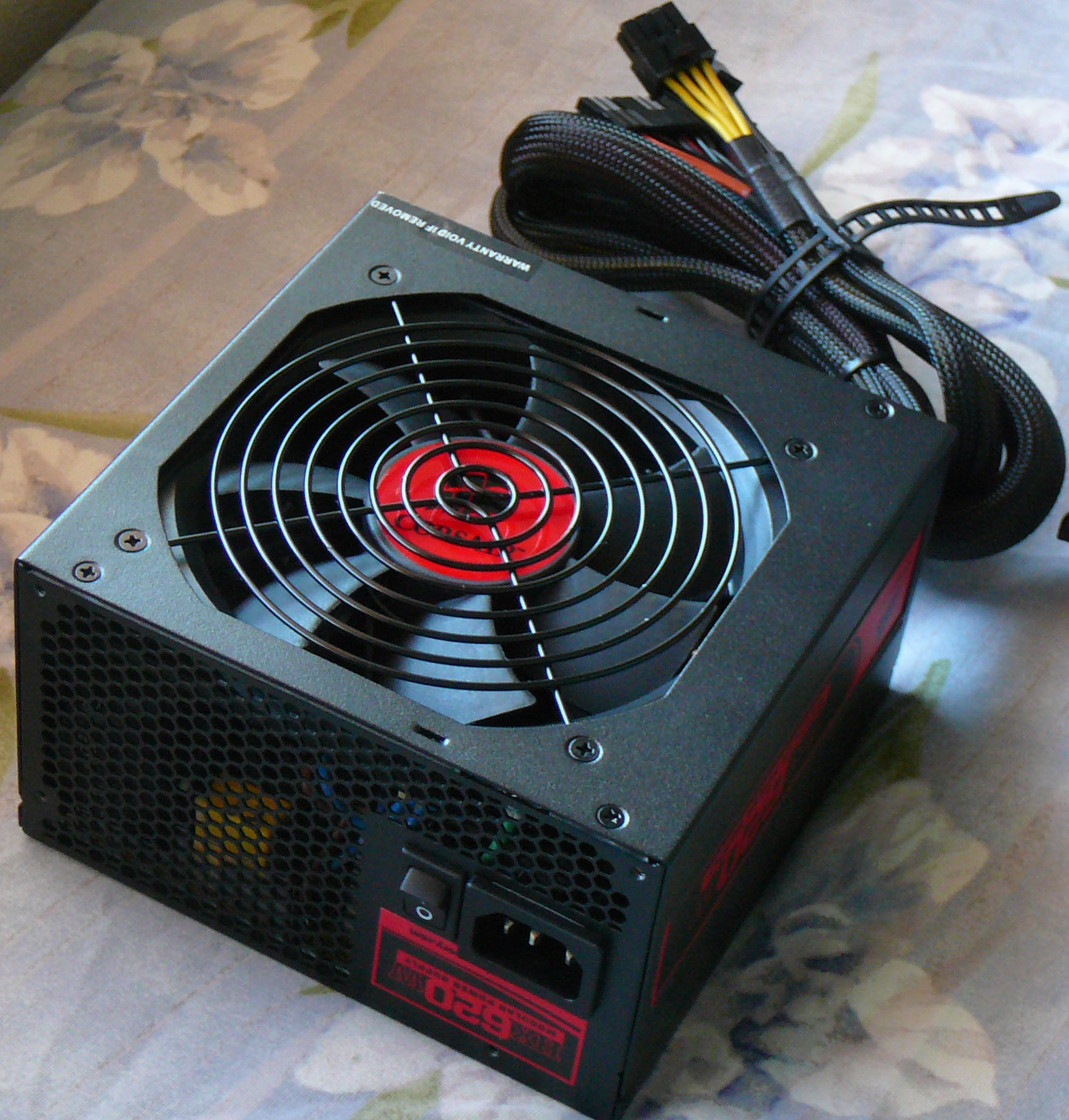
منبع تغذیه ی کورسیر